# Общая топонимия Франции
«Общая топонимия Франции» (фр. Toponymie générale de la France) — книга французского топонимиста Э.Негре (1917—2000), посвящённая происхождению и эволюции топонимов Франции. Во франкоязычных источниках часто упоминается как аббревиатура TGF. Опубликована в трех томах и буклете-приложении издательством Librairie Droz в Женеве в 1990—1998 годах. На обложке каждой из 4 книг содержится упоминание — «Этимология 35 000 географических названий». Книга снабжена словарным указателем топонимов. В качестве источников для этой книги, наряду с другими, использовались ведомственные топографических словари, опубликованные в конце XIX — начале XX века.

## Структура
TGF состоит из 3 томов и буклета. Нумерация всех 4 книг является непрерывной и составляет 1871 страницу. Разделение на параграфы (§) также является непрерывным: всего имеется 31 150 параграфов.
- Том I. Докельтские, кельтские, романские топонимы. Страницы: с 1 по 704; параграфы — с 1 по 11862. Том опубликован в 1990 году.
- Том II. Нероманский пласт и диалектные топонимы. Страницы: с 714 по 1381; параграфы — с 12001 по 25617. Том опубликован в 1993 году.
- Том III. Диалектные (продолжение) и французские топонимы. Страницы: с 1400 по 1852; параграфы — с 25618 по 31150. Том опубликован в 1991 году. Включает в себя указатель (стр. 1417—1846), в котором для каждого топонима указан параграф, где он описан.
- Обнаруженные ошибки и дополнение к трём томам. Страницы: с 1856 по 1871, нет новых параграфов. Опубликован в 1998 году.

Содержательно книга делится на следующие части:
- Введение (§§ 001—011)
- Часть I (Том I): Докельтские топонимы (§§ 1001—1773)
- Часть II: Кельтский пласт (§§ 2000-4100)
- Часть III: Восточный пласт (§§ 4501-4528)
- Часть IV: Латинские или римские топонимы (§§ 5001-11862)
- Часть V (Том II): Нероманский пласт (§§ 12001-19261)
- Часть VI: Диалектные топонимы (Том II и Том III) (§§ 20001-30499)
- Часть VII: Французские топонимы (§§ 31000-31150).